# Gradunguloonops
Genre
Gradunguloonops est un genre d'araignées aranéomorphes de la famille des Oonopidae.

## Distribution
Les espèces de ce genre se rencontrent en Amérique du Sud.

## Liste des espèces
Selon World Spider Catalog (version 16.0, 03/05/2015) :
- Gradunguloonops amazonicus Grismado, Izquierdo, González & Ramírez, 2015
- Gradunguloonops benavidesae Grismado, Izquierdo, González & Ramírez, 2015
- Gradunguloonops bonaldoi Grismado, Izquierdo, González & Ramírez, 2015
- Gradunguloonops erwini Grismado, Izquierdo, González & Ramírez, 2015
- Gradunguloonops florezi Grismado, Izquierdo, González & Ramírez, 2015
- Gradunguloonops juruti Grismado, Izquierdo, González & Ramírez, 2015
- Gradunguloonops mutum Grismado, Izquierdo, González & Ramírez, 2015
- Gradunguloonops nadineae Grismado, Izquierdo, González & Ramírez, 2015
- Gradunguloonops orellana Grismado, Izquierdo, González & Ramírez, 2015
- Gradunguloonops pacanari Grismado, Izquierdo, González & Ramírez, 2015
- Gradunguloonops raptor Grismado, Izquierdo, González & Ramírez, 2015
- Gradunguloonops urucu Grismado, Izquierdo, González & Ramírez, 2015

## Publication originale
- Grismado, Izquierdo, González & Ramírez, 2015 : The Amazonian goblin spiders of the new genus Gradunguloonops (Araneae: Oonopidae). Zootaxa, no 3939(1), p. 1-67.